# Kaechon
Kaech'ŏn är en stad i Södra P'yongan i Nordkorea. Stadens befolkning var 319 554 invånare vid folkräkningen 2008, varav 262 389 invånare bodde i själva centralorten. Chongchonfloden flyter strax norr om staden. Songamgrottorna är belägna inom stadsgränsen.